# Centre d'écologie générale de Brunoy
Le centre d'écologie générale de Brunoy, situé à Brunoy, en Essonne, en Île-de-France, est un centre de recherche du Muséum national d'histoire naturelle. Il comporte des locaux de recherche (dont une ancienne maison de maître et des serres) situés dans un parc d'environ 4,7 hectares classé espace naturel sensible du département de l'Essonne.

## Historique
C'est en 1926 que par un legs, le Muséum national d'histoire naturelle devient propriétaire d'une maison bourgeoise du XVIIIe siècle, la villa « Lionet » du nom de son propriétaire, aujourd'hui appelée « Petit Château ». Dès l'année suivante, les premières équipes de chercheurs y installent leurs laboratoires. En 1955 ce « Petit Château » est dédié à la Chaire d'Écologie et de Protection de la Nature, qui deviendra le Laboratoire d'Écologie Générale quatre ans plus tard. En 1964, le Muséum acquiert la villa « Les sources » dite « maison Vladek », aujourd'hui nommée « Grand Château », et agrandit ainsi la surface de ses laboratoires et collections. Enfin en 1971 c'est le parc qui est agrandi par l'acquisition des terrains dits de « Clairefontaine » pour étendre le terrain d'études et d'expériences in situ.

## Établissement
Les moyens de l'établissement sont utilisés pour observer et analyser l'écologie du sol, la dynamique et adaptation des populations d'oiseaux, l'étude du régime alimentaire et des capacités d'adaptation des Collemboles, la réaction des populations animales et microbiennes à la privation des apports annuels de litière et autres expériences réalisées dans un cadre naturel préservé de la fréquentation du public. En outre l'établissement comporte un élevage de Primates et une riche instrumentation scientifique permettant de mesurer et comparer avec précision la dynamique des sols, les mouvements des êtres vivants, l'évolution de leurs biomasse et biodiversité ou leur métabolisme, de consulter collections et bibliothèque, de créer des modélisations à partir des études de terrain (in situ) ou de laboratoire (in vitro).

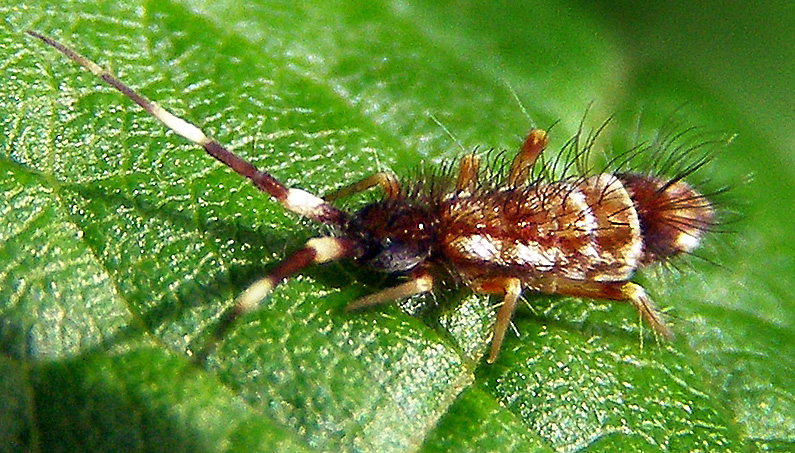
Les collemboles sont d'essentiels « ouvriers du sol », « fongicides naturels » et « baromètres de la santé des sols », mais méconnus en raison de leur taille millimétrique.

## Recherches et expertises
Quatre équipes complémentaires de chercheurs et experts y travaillent à demeure : il s'agit d'équipes mixtes où collaborent des chercheurs du Muséum, du CNRS et d'autres institutions, regroupés en trois unités de recherche et une unité d'expertise environnementale :
- UAR 2006 OFB-MNHN-CNRS-IRD Patrimoine naturel (« Patrinat »)
- UMR 7179 MNHN-CNRS Mécanismes adaptatifs et évolution (« MécaDév »)
- UMR 7204 MNHN-CNRS Centre d’écologie et de sciences de la conservation (« Cesco »)
- UMR 7206 MNHN-CNRS Éco-anthropologie (« EA »).

### Approche fonctionnelle de l’évolution des systèmes complexes intégrés
Ce laboratoire travaille sur l’origine et l’évolution des écosystèmes et des biotopes, et sur leurs mécanismes afin de mesurer, comprendre et modéliser le rôle des compromis (énergétiques, mécaniques, physiologiques) et les contraintes (architecturales, développementales, ontogénétiques, phylogénétiques...). Cette approche permet de comparer :
- le fonctionnement et le contrôle de systèmes complexes,
- les avantages qu’ils apportent à un organisme dans son contexte écologique,
- le rôle de la sélection et des effets génétiques ou morphologiques sur l’évolution des organismes et des systèmes.

Les approches expérimentales de cette équipe quantifient les mouvements des structures dans leur complexité spatio-temporelle et dans un contexte écologique donné, puis l'équipe réalise des modélisations mécaniques et des variations phénotypiques (morphologiques) en trois dimensions, autrement dit surprend et mesure l'évolution en marche.

### Mécanismes adaptatifs et évolution
L’équipe étudie les réponses adaptatives des organismes aux facteurs d’environnement, principalement chez les plantes, les arthropodes, les oiseaux et les mammifères), associant des données d’écologie comportementale, d’anatomie fonctionnelle et de physiologie. Le projet commun consiste à décrypter les facteurs de l’environnement impliqués dans des réponses, qu’ils soient abiotiques (climat, lumière, habitats, ressources..) ou biotiques (communication inter-organismes, systèmes sociaux). Chez ces organismes, la perception de l’environnement, c’est-à-dire les relais sensoriels et les signaux, représente une donnée fondamentale pour comprendre comment ils régulent et limitent leurs réponses adaptatives. Par exemple, leurs rythmes (journaliers/saisonniers) sont particulièrement étudiés en raison de leur valeur adaptative aux variations périodiques de l’environnement. Ces recherches permettent d’apporter des éléments de réponse aux grandes questions de la phylogénie, voire à celles concernant la spéciation. Elles sont le plus souvent menées en partenariat avec d’autres équipes de recherches et fournissent des éléments de réflexion pour la mise en place de protocoles de Gestion de la Biodiversité et pour des applications dans le domaine de la santé humaine et du « développement durable ».

### Mécanismes adaptatifs, des organismes aux communautés
Ces recherches concernent la biologie des systèmes et s’appuient sur les relations forme/fonction/milieu des espèces actuelles et fossiles. Elles visent à décrypter l’origine et de l’évolution du vivant à travers les capacités d’adaptation et de résistance des organismes et des communautés aux changements environnementaux. Cela permet d’identifier les mécanismes qui contribuent au maintien de la biodiversité, d’appréhender sa vulnérabilité et, au travers de la connaissance de sa dynamique, de définir des stratégies pour une gestion durable.
Les objectifs de l’unité sont l'étude :
- des réponses des communautés et organismes aux modifications naturelles ou anthropiques de l’environnement (écosystèmes tropicaux et tempérés),
- des mécanismes et les limites de ces réponses,
- des adaptations morpho-fonctionnelles et les structures qui les sous-tendent,
- des « inventions de la nature » (bionique), qui inspirent aux sciences de l'ingénieur des développements technologiques (robotique), et apportent des perspectives intéressantes dans le domaine biomédical (vieillissement, pathologies).

### Biodiversité tropicale: réponses aux perturbations naturelles et anthropiques
Les perturbations des milieux tropicaux ont des effets sur la vie de milliards d'êtres humains. Les variations climatiques et de la biosphère de la forêt tropicale, qu'elles soient naturelles ou anthropiques (déforestation, exploitation forestière, fragmentation de la forêt, chasse) sont mesurables : ainsi celles des animaux disperseurs de graines, des insectes décomposeurs-recycleurs, des plantes du sous-bois représentent autant de changements de richesse spécifique et de composition de peuplements. Des bases de données, des collections et un suivi temporel de certains assemblages sont à la disposition des chercheurs pour analyser le rôle des processus démographiques et historiques sur l’évolution de la biodiversité.
Les chercheurs de cette équipe sont rarement à Brunoy, car la plupart du temps ils mènent leurs études en Guyane, au Surinam, au Rwanda, en Centrafrique, au Gabon, en Chine, en Thaïlande, en Malaisie et en Indonésie.

### Développement d'outils d'évaluation de la biodiversité
Une quinzaine d'experts de « PatriNat » mène des travaux de Recherche et Développement d'outils d'évaluation de la biodiversité. Ils développement et testent notamment des indicateurs pour mieux caractériser la biodiversité à l'échelle d'un site ou évaluer l'état de conservation d'habitats patrimoniaux. Pour cela, l'équipe passe des partenariats avec des structures publiques ou privées propriétaires de foncier dans toute la France et les accompagne dans la construction de stratégies pour une meilleure prise en compte de la biodiversité.
En 2021, le Centre d'écologie générale de Brunoy deviendra le « Campus Muséum Brunoy » par la convention de financement et de partenariat entre le Muséum national d'histoire naturelle, la Région Île-de-France, le département de l'Essonne, la Communauté d'agglomération Val d'Yerres Val de Seine et la ville de Brunoy, signée fin 2020 et prévoyant la réhabilitation du site et la création d'un pôle Biodiversité-Santé (« BioDiSan ») dont l'objectif est l'étude des changements globaux (environnementaux, sanitaires, sociétaux) et où tous les chercheurs du Muséum travailleront en un seul lieu :
- autour du concept OneHealth (« une santé ») qui fait le lien entre la santé des écosystèmes, la santé animale et la santé humaine ;
- en proposant des solutions pour mieux gérer les ressources naturelles, mieux vivre dans un environnement en changement de plus en plus rapide, et mieux y adapter l'évolution du monde socio-économique ;
- en diffusant les connaissances par des enseignements et des formations ciblés.

Le « Petit Château » sera rénové et abritera des espaces de formation et de diffusion des connaissances (accueil des évènements publics, visites scolaires, expositions itinérantes, séminaires…). En outre un bâtiment neuf de recherche conforme aux normes environnementales et pouvant recevoir le public (« ERP ») sera construit pour regrouper toutes les équipes de recherche sur 2 700 m2 de surface utile, intégrant des laboratoires mutualisés, des plateformes et équipements de pointe, des espaces de bureaux, mais aussi des salles de conférence et de travaux pratiques pouvant accueillir tous les effectifs et des scolaires.